# Йоганн фон Тюнен
Йо́ганн Ге́нріх фон Тю́нен (нім. Johann Heinrich von Thünen; 24 червня 1783, Канарієнхаузен, поруч з м. Євер, Ольденбурзьке герцогство — 22 вересня 1850, Телов, Мекленбург) — німецький економіст, представник німецької географічної школи в економічній науці, один з попередників маржиналізму.

## Біографія
Народився у родині фермерів, тому змалку готувався до цієї справи: досконало вивчав сільське господарство, а також природничі науки, математику та економіку при сільськогосподарських коледжах Великого Флотбека (біля Гамбурга) та Села. Одним з учителів Тюнена у Селі був Альбрехт Таер, засновник раціонального сільського господарства. Тюнен захоплювався його внеском у сільське господарство, однак піддавав сумніву те, що сільськогосподарська техніка, що була ефективною в Англії, могла бути такою в Німеччині. Тюнен передбачав, що оптимальний вибір техніки залежатиме від відносних цін. Бажаючи довідатися більше про економіку змусило його зареєструватись на два семестри у Геттінгенський університет, де він вивчав «Багатство народів» та був учнем Адама Сміта. Крім цього, Тюнен багато займався самоосвітою.
Одружився із донькою поважного землевласника. У 1809 р. за прибутки від ферми, яку успадкував від батька, він купив неприбуткове господарство у Мекленбурзі з 1200 акрами землі. Стосовно найму мав філантропічні, дещо патерналістські ідеї, запровадив систему участі в прибутках для своїх службовців.
До 1827 р. праці Тюнена зробили його відомим авторитетом з сільського господарства, його маєток часто відвідували. У 1830 р. Тюнен отримав почесне звання доктора в університеті Ростока, 1848 р. був обраний до Національної Асамблеї у Франкфурті, але не міг її відвідати внаслідок погіршення здоров'я.
Тюнен помер у своєму маєтку 1850 року.

## Ідеї

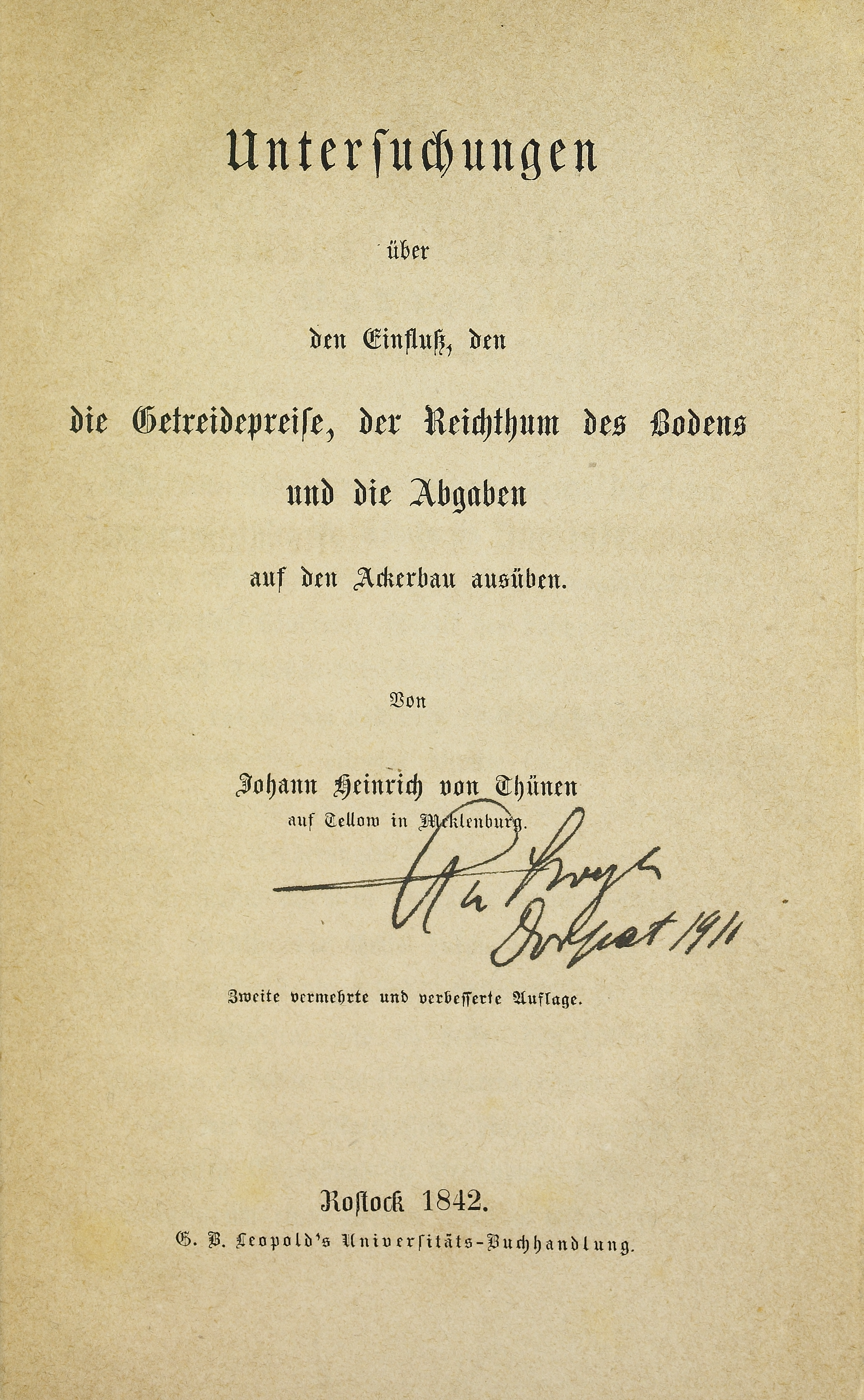
Untersuchungen uber den Einfluss, den die Getrieidepreise, der Reichthum des Zodens und die Abgaben auf den Ackerbau ausuben, 1842

Основною ідеєю Тюнена було те, що віддача, яку отримує фермер, знижується зі зростанням відстані від ринку. Вплив відносних цін на оптимальний вибір зерна та техніки можна вивчити, розглядаючи ферми на різній відстані від центру. Тюнен твердив: «Якщо передбачається, що країна 40 миль діаметром має у центрі велике місто, і що ця країна може продавати свої продукти тільки у це місто, та якщо сільське господарство у цьому районі досягло найвищого ступеня розвитку, то можна було б очікувати систем культивації, розділених на чотири класи навколо цього міста».
Результатом його праці став твір «Ізольована держава стосовно сільського господарства та національної економіки». Перша частина, у тому числі аналіз оренди, розташування та асигнування ресурсу, з'явилася у 1826 р. Друга частина, що містить граничну теорію продуктивності розповсюдження побачила світ тільки у 1850 р. Додаткові статті, у тому числі важливі описи про лісництво, надрукував 1863 року біограф Тюнена.
Тюнен був першим, хто використав диференціальне числення в економічній науці. Незважаючи на узагальнюючий характер його робіт, витратив 10 років, щоб скласти бухгалтерські баланси як емпіричне підтвердження своєї гіпотези — моделі Тюнена.

## Основні праці
- «Ізольована держава в її відношенні до сільського господарства і національної економії» (Der Isolierte Staat in Beziehung auf Landwirtschaft und Nationaloekonomie, 1826).

У ній він заклав основи теорії розміщення продуктивних сил і теорії граничної продуктивності. Досліджуючи виробничу функцію, яка залежить від чинників виробництва, він доводить, що найбільший чистий прибуток досягається, якщо граничні витрати кожного чинника виробництва будуть дорівнювати граничній віддачі кожного чинника. Тюнен також дійшов до думки, що бідність і низький рівень життя пов'язані з нестачею вільних земель.